# طوير (مقاطعة كلاردشت)
طوير (بالفارسية: طویر) هي قرية تقع في Kuhestan Rural District في إيران. يقدر عدد سكانها بـ 519 نسمة بحسب إحصاء 2016.